# Девочка, что живёт в конце улицы
Девочка, что живёт в конце улицы (англ. The Little Girl Who Lives Down the Lane) — фильм Николаса Жесснера по сценарию Лэрда Кёнига, снятый по одноимённому роману Кёнига, изданному двумя годами ранее.

## Сюжет
В ночь Хэллоуина в прибрежном городке Уэллс-Харбор (штат Мэн) Ринн Джейкобс в одиночестве празднует свой тринадцатый день рождения. Она и её отец, поэт Лестер Джейкобс, недавно переехали в американскую глушь из Англии. Фрэнк Хэллет, взрослый сын их домовладелицы Коры Хэллет, неожиданно наведывается в гости и начинает приставать к Ринн.
На следующий день Кора Хэллет приходит в дом, собирает яблоки в саду, а затем пристаёт к Ринн с агрессивными расспросами о ней и её отце. Ринн отвечает, что отец обедает в Нью-Йорке со своим издателем, и сообщает хозяйке дома, что её сын приставал к ней. Миссис Хэллет хочет забрать банки для варенья, которые она оставила в подвале. Ринн не желает пускать хозяйку в подвал, и миссис Хэллет вынуждена уйти. Позже она возвращается и всё-таки спускается в погреб несмотря на возражения Ринн. Шокированная увиденным там, миссис Хэллет пытается убежать, но в спешке сбивает подпорку. Дверца падает ей на голову и убивает женщину.
Пытаясь скрыть следы визита миссис Хэллет, Ринн выходит на улицу, чтобы отогнать её автомобиль Bentley, но не может завести двигатель. Это привлекает внимание проезжающего мимо Марио, племянника офицера Мильорити, местного полицейского, который ранее подвозил Ринн домой из города. Марио отгоняет машину в город, и Ринн угощает его приготовленным дома ужином.
К ним заходит офицер Мильорити и сообщает, что Фрэнк Хэллет заявил о пропаже своей матери. Офицер просит встречи с отцом Ринн, но Марио прикрывает Ринн, говоря, что её отец ушёл спать. Позже вечером Фрэнк Халлет наносит неожиданный визит и задаёт вопросы о местонахождении своей матери и отца Ринн. Пытаясь запугать Ринн заставить её говорить, Фрэнк жестоко убивает её домашнего хомячка. Марио прогоняет Фрэнка.
Ринн теперь доверяет Марио и признаётся в своём реальном положении. Мать Ринн бросила её, когда ей было три года, и она жила в Лондоне вместе с отцом. Когда отец узнал, что неизлечимо болен, он не захотел, чтобы после его смерти Ринн вернули под опеку матери, поэтому переехал с ней в Америку, оплатил аренду дома на три года вперёд и оставил дорожные чеки на оплату повседневных расходов. Отец Ринн покончил жизнь самоубийством в океане, чтобы прилив унёс его тело в море. Отец также дал Ринн пузырёк с цианистым калием, сказав ей, что это лекарство для успокоения её матери, если та когда-нибудь придёт за ней. Когда мать с помощью издателя отыскала Ринн и заявилась к ней домой, то дочь подсыпала порошок в чай матери и наблюдала за её смертью.
Доверие между Ринн и Марио перерастает в романтические отношения. В холодный дождливый день они закапывают трупы за домом Ринн, но Марио простужается. Подозревая, что Ринн продолжает скрывать отсутствие отца, офицер Мильорити однажды ночью возвращается в дом и требует встречи с отцом. Марио переодевается в старика и представляется Мильорити отцом Ринн.
С наступлением зимы Марио попадает в больницу, так как его простуда переходит в пневмонию. Ринн навещает в больнице лежащего без сознания Марио и чувствует себя одинокой. Вечером, после того как Ринн ложится спать, она в шоке обнаруживает, что из подвала вылезает Фрэнк. Фрэнк считает, что знает, что случилось с родителями Ринн и его матерью, и пытается шантажировать Ринн. Он предлагает защитить секреты Ринн в обмен на секс-услуги. Ринн, якобы смирившаяся с требованиями Фрэнка, приглашает выпить вместе чаю. Ринн кладёт цианид в свою чашку, а затем приносит чай и миндальное печенье в гостиную. Подозрительный Фрэнк меняет свою чашку на её. Ринн наблюдает за тем, как Фрэнк пьёт отравленный чай и погибает от яда.

## В ролях
| Актёр          | Роль                             |
| -------------- | -------------------------------- |
| Джоди Фостер   | Ринн                             |
| Мартин Шин     | Фрэнк Хэллет                     |
| Алексис Смит   | миссис Хэллет                    |
| Морт Шуман     | Рон Мильорити                    |
| Скотт Джейкоби | Марио (племянник Рона Мильорити) |

## Производство
В период съёмок фильма Джоди Фостер исполнилось тринадцать лет, и в сцене с обнажённой Ринн дублёром юной актрисы выступила её старшая сестра Конни Фостер.

## Награды
Фильм победил в двух номинациях кинопремии Сатурна 1977 года: лучшая актриса (Джуди Фостер) и лучший фильм ужасов.
Помимо этого фильм номинировался в категориях «Лучший режиссёр», «Лучший сценарий» и «Лучшая актриса второго плана».

## Комментарии
1. ↑  В Советском Союзе показывался под названием «Девочка из переулка»[2]. В русском дубляже эфирного канала MGM фильм вышел под названием «Девочка, что живёт в конце улицы»